# Hans Knappertsbusch
Hans Knappertsbusch (Elberfeld, (actualment Wuppertal), 12 de març de 1888 - 25 d'octubre de 1965) va ser un director d'orquestra alemany, que va aconseguir reconeixement internacional per les seues interpretacions de la música de Richard Wagner, Anton Bruckner i Richard Strauss.
Knappertsbusch va estudiar filosofia a la Universitat de Bonn i direcció d'orquestra al conservatori de Colònia, amb Steinbach. Durant alguns estius va assistir a Siegfried Wagner i a Hans Richter en el Festival de Bayreuth. Va començar la seua carrera com a director d'orquestra en el seu Elberfeld natal (1913-1918), Leipzig (1918–1919) i Dessau (1919–1922). Quan Bruno Walter va deixar Múnic per a anar a Nova York, Knappertsbusch el va succeir com a director general musical de l'Òpera Estatal de Baviera (Bayerische Staatsoper). Va enfurir Joseph Goebbels en preguntar als Països Baixos a un diplomàtic alemany si era un Muss-Nazi (és a dir, un afiliat al partit Nacional-socialista per a progressar professionalment): com a resultat, el seu contracte amb l'Òpera de Múnic va ser cancel·lat.
Al final dels anys trenta va traslladar-se a Viena a dirigir l'orquestra de la Wiener Staatsoper, ignorant la política nazi de què els artistes alemanys no treballaren a Àustria. Simultàniament va esdevenir un dels artistes emergents del Festival de Salzburg. Knappertsbusch va continuar dirigint a Viena i Salzburg durant l'annexió alemanya d'Àustria. El 1944, a la fi de la Segona Guerra Mundial va ser llistat a la Gottbegnadeten-Liste, una llista d'un miler d'artistes considerats com a irreemplaçables que eren exempts de serveis al front per a protegir l'herència cultural alemanya. Quan la segona guerra mundial va acabar, va tornar a Múnic, però va continuar dirigint com a director invitat a Viena, així com fent aparicions en el Festival de Bayreuth. Rarament va participar en gires fora dels països de parla alemanya. Li disgustaven els assajos llargs i va ser acusat en alguna ocasió de ser mandrós.
Va morir l'any 1965, als setanta-set anys, abans de l'adveniment del disc compacte, la qual cosa no ha impedit que molts dels seus més importants enregistraments hagen estat reeditats en CD.
Knappertsbusch va ser sempre un dels directors favorits de l'Orquestra Filharmònica de Viena, orquestra que va dirigir a Viena, Salzburg i en alguna gira.
Va deixar diversos importants enregistraments del cicle complet de la tetralogia wagneriana L'anell del nibelung, fets en directe en successives edicions del Festival de Bayreuth (1956, 1957 i 1958. Les seues intepretaciones de Parsifal, també de Richard Wagner, de 1951 i 1962, són generalment considerades com a referències definitives d'aquesta obra.
| Precedit per: Bruno Walter   | Director general musical, Òpera Estatal de Baviera 1922–1935 | Succeït per: Clemens Krauss |
| Precedit per: Clemens Krauss | Director general musical, Òpera Estatal de Baviera 1945      | Succeït per: Georg Solti    |